# Lista jednostek Armii Unii ze stanu Kalifornia

Flaga stanowa Kalifornii

Stan Kalifornia na mapie USA

Lista jednostek Armii Unii ze stanu Kalifornia w czasie wojny secesyjnej w latach 1861-1865.

## Piechota
- 1 Ochotniczy Pułk Piechoty Kalifornia (1st Regiment California Volunteer Infantry)[1]
- 2 Ochotniczy Pułk Piechoty Kalifornia (2nd Regiment California Volunteer Infantry)[2]
- 3 Ochotniczy Pułk Piechoty Kalifornia (3rd Regiment California Volunteer Infantry)[3]
- 4 Ochotniczy Pułk Piechoty Kalifornia (4th Regiment California Volunteer Infantry)[4]
- 5 Ochotniczy Pułk Piechoty Kalifornia (5th Regiment California Volunteer Infantry)[5]
- 6 Ochotniczy Pułk Piechoty Kalifornia (6th Regiment California Volunteer Infantry)[6]
- 7 Ochotniczy Pułk Piechoty Kalifornia (7th Regiment California Volunteer Infantry)[7]
- 8 Ochotniczy Pułk Piechoty Kalifornia (8th Regiment California Volunteer Infantry)[8]
- 1 Ochotniczy Batalion Górski Kalifornia (1st Battalion California Volunteer Mountaineers)[9]
- 1 Batalion Piechoty Weteranów (1st Battalion of Veteran Infantry)

## Kawaleria
- 1 Ochotniczy Pułk Kawalerii Kalifornia (1st Regiment California Volunteer Cavalry)[10]
- 2 Ochotniczy Pułk Kawalerii Kalifornia (2nd Regiment California Volunteer Cavalry)[11]
- 1 Ochotniczy Batalion Rdzennej Kawalerii Kalifornia (1st Battalion of Native Cavalry, California Volunteers)[12]

## Milicja stanowa
- Lista jednostek Kalifornijskiej Milicji Stanowej podczas wojny secesyjnej (1861-1866)